# Lentariaceae
 (octobre 2013).
Famille
Les Lentariaceae sont une famille de champignons agaricomycètes de l’ordre des Gomphales. 
La famille des Lentariaceae comporte trois genres, Hydnocristella, genre est monotypique (qui propose une espèce) et le genre Kavinia qui présente des formes de massues pendantes et le genre Lentaria de forme clavaroïde.

## Taxinomie des Lentariaceae

### Hydnocristella
De Forme coraloïde, le genre est monotypique, contenant la seule espèce Hydnocristella himantia, trouvées en Amérique du Nord. L'espèce, initialement nommé Hydnum himantia par David Lewis Schweinitz von en 1822, a subi plusieurs transferts génériques avant de faire l'espèce type du genre Hydnocristella en 1971. Habitat européen.
- Hydnocristella himantia (Schwein. 1822) R.H. Petersen 1971

### Kavinia
Habitat européen, ces champignons se présentent en groupe de petites massues têtes vers le bas défini par Pilát en 1938

### Lentaria
Champignon en forme de corail, défini par Edred John Henry Corner en 1950

## Liste des genres
Selon Catalogue of Life (29 octobre 2013) :
- genre Hydnocristella
- genre Kavinia
- genre Lentaria